# Purshia
Purshia es un género con doce especies perteneciente a la familia Rosaceae. Comprende 20 especies descritas y de estas, solo 4 aceptadas.

## Taxonomía
El género fue descrito por DC. ex Poir. y publicado en Encyclopédie Méthodique. Botanique ... Supplément 4(2): 623. 1816. La especie tipo es: Purshia tridentata
Etimología
Purshia: nombre genérico que debe su nombre al botánico y explorador Frederick T. Pursh (1774-1820).

## Especies aceptadas
A continuación se brinda un listado de las especies del género Purshia aceptadas hasta diciembre de 2014, ordenadas alfabéticamente. Para cada una se indica el nombre binomial seguido del autor, abreviado según las convenciones y usos.	  
- Purshia alba
- Purshia ciliata
- Purshia ericifolia
- Purshia glandulosa
- Purshia hispida
- Purshia mexicana
- Purshia mollis
- Purshia pinkavae
- Purshia plicata
- Purshia stansburiana
- Purshia subintegra
- Purshia tridentata